# Talaiots de Can Xim
Die Talaiots de Can Xim (auch Talaies de Can Xim oder Talaiots de Cas Canar) sind zwei prähistorische Turmbauten auf der spanischen Baleareninsel Mallorca. Sie stehen auf einem landwirtschaftlich genutzten Grundstück im Gemeindegebiet von Sencelles in der Region (Comarca) Pla de Mallorca. Die auf quadratischen Grundrissen erbauten Talaiots (vom katalanischen Wort talaia für „Beobachtungs- und Wachturm“) sind im unteren Teil erhalten. Die Bauwerke werden der eisenzeitlichen Talaiot-Kultur (auch Talayot-Kultur) zugerechnet, die Mallorca vom 9. bis 6. Jahrhundert v. Chr. prägte.

## Lage
Die Talaiots de Can Xim stehen auf etwa 90 Metern Höhe über dem Meeresspiegel auf einem privaten Grundstück bei Can Xim. Die Entfernung zum Zentrum des Ortes Sencelles im Nordwesten beträgt 2 Kilometer, die zum Ortsteil Cas Canar im Nordosten 230 Meter. Zu erreichen sind die Talaiots auf dem asphaltierten Weg Camí des Campàs, der in Cas Canar an der Landstraße MA-3140 beginnt. Die erhaltenen Reste der Turmbauten befinden sich 20 Meter südlich des Camí des Campàs hinter einem Metalltor, das den Weg zu den Talaiots versperrt.

## Beschreibung

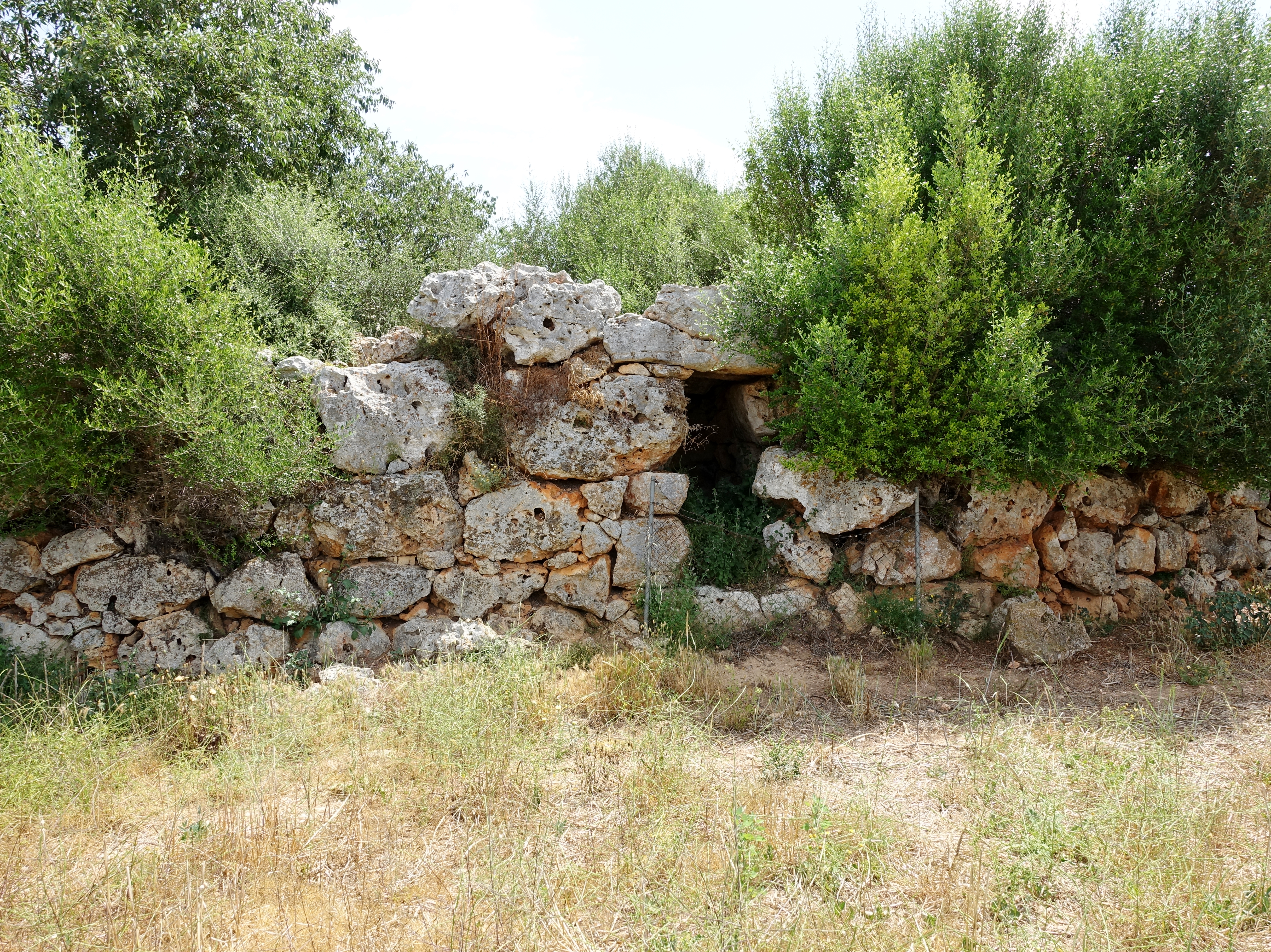
Nordwestlicher Talaiot

Unter den Turmbauten der Kultur des Talaiotikum unterscheidet man quadratische und runde Bauwerke (katalanisch talaiot quadrat und talaiot circular). Beide Talaiots de Can Xim sind von der Anlage her quadratische Turmbauten. Sie stehen nur 17,76 Meter auseinander und sind ungefähr 11 Meter breit. Die verbliebene Höhe beträgt 2,80 Meter. Der nordwestliche Talaiot, teilweise von einer neuzeitlichen Mauer umgeben, ist besser erhalten als der südöstliche, dessen Innenraum mit seiner Mittelsäule begangen werden kann.
Bisher fanden nur am weniger hohen südöstlichen Talaiot Ausgrabungen statt, so dass dieser gut zugänglich ist. Dabei wurde die dreiteilige Mittelsäule freigelegt. Der nordwestliche Talaiot ist größtenteils mit Erde und Steinen angefüllt sowie mit Vegetation überwachsen. Ein sichtbarer Stein in seinem Zentrum könnte das obere Ende einer Mittelsäule sein, wie sie auch der südöstliche Talaiot besitzt. Beide haben einen verwinkelten Zugang zum Innenraum, ähnlich dem runden Talaiot de Son Fred, was bei den Talaiot-Bauten Mallorcas selten vorkommt. Der Eingang zum nordwestlichen Talaiot liegt, abweichend von den anderen der Insel, an der Südwestseite statt im Südosten. Die Talaiots de Can Xim werden als zeremonielles Zentrum der Talaiot-Kultur angesehen. In der Nähe, unter den westlichen Häusern von Cas Canar, befinden sich Reste einer Siedlung aus talaiotischer Zeit.

Ansichten der Talaiots
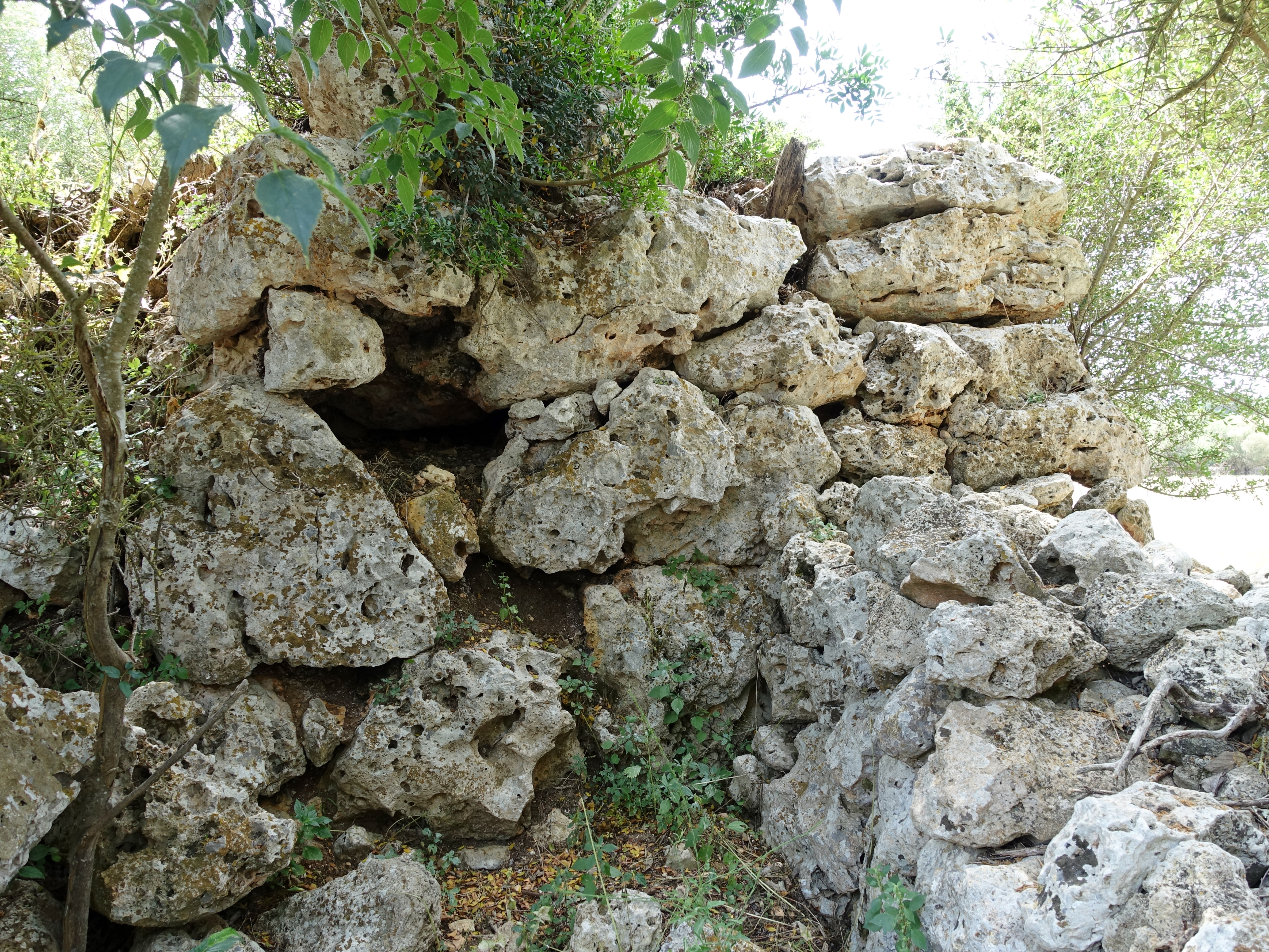
Nordwestseite des nordwestlichen Talaiots
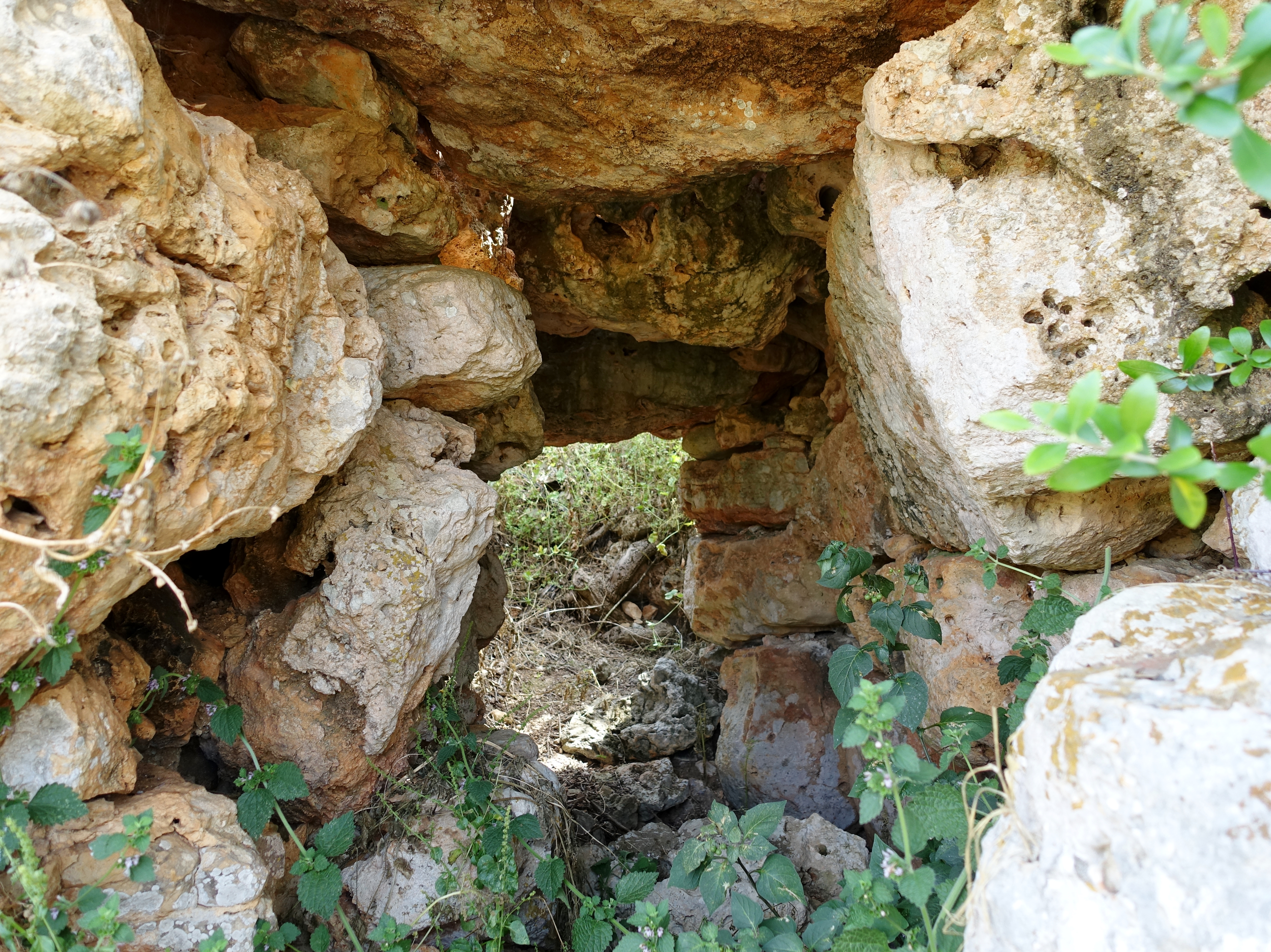
Durchgang des nordwestlichen Talaiots
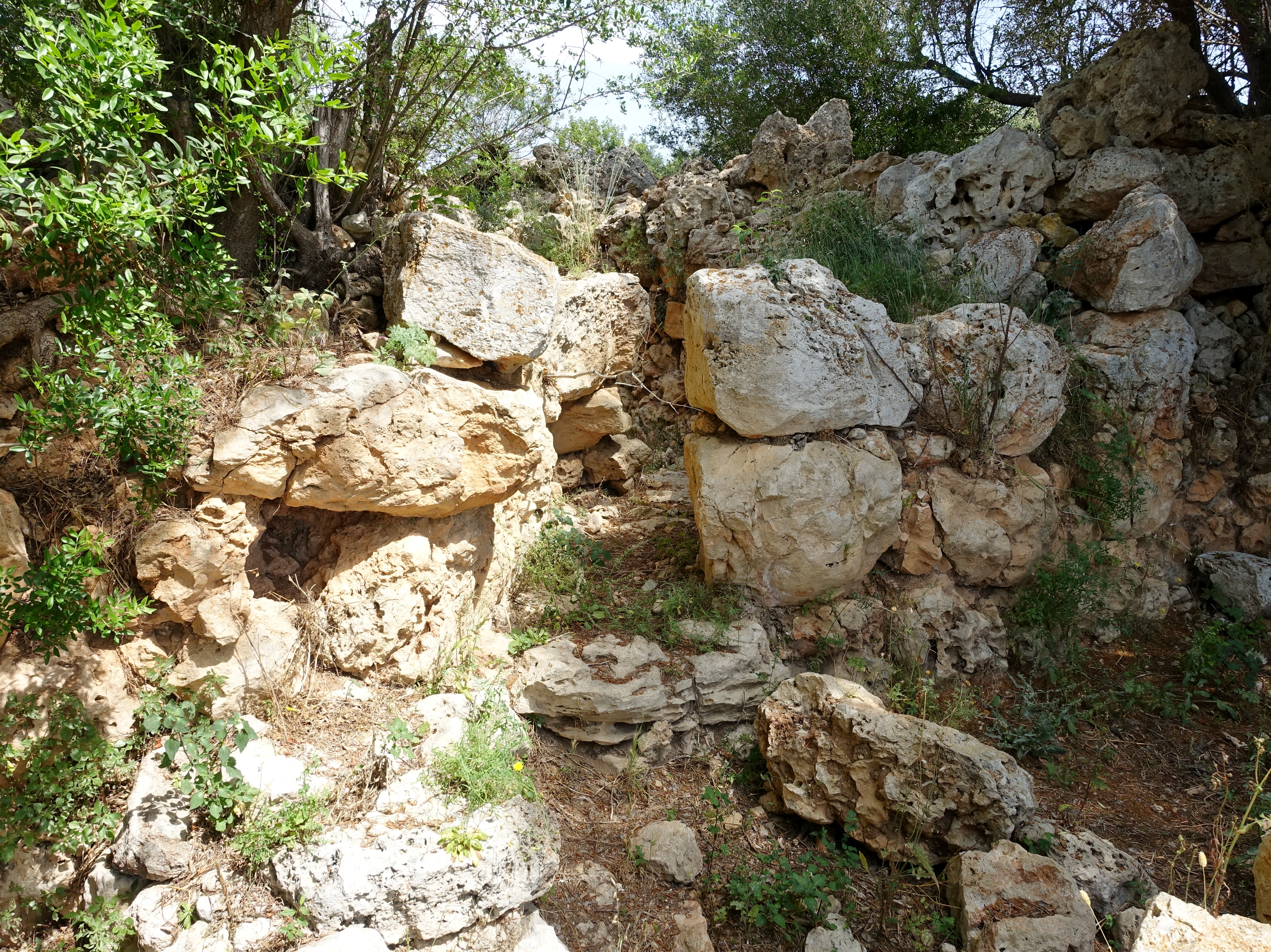
Südostseite des südöstlichen Talaiots
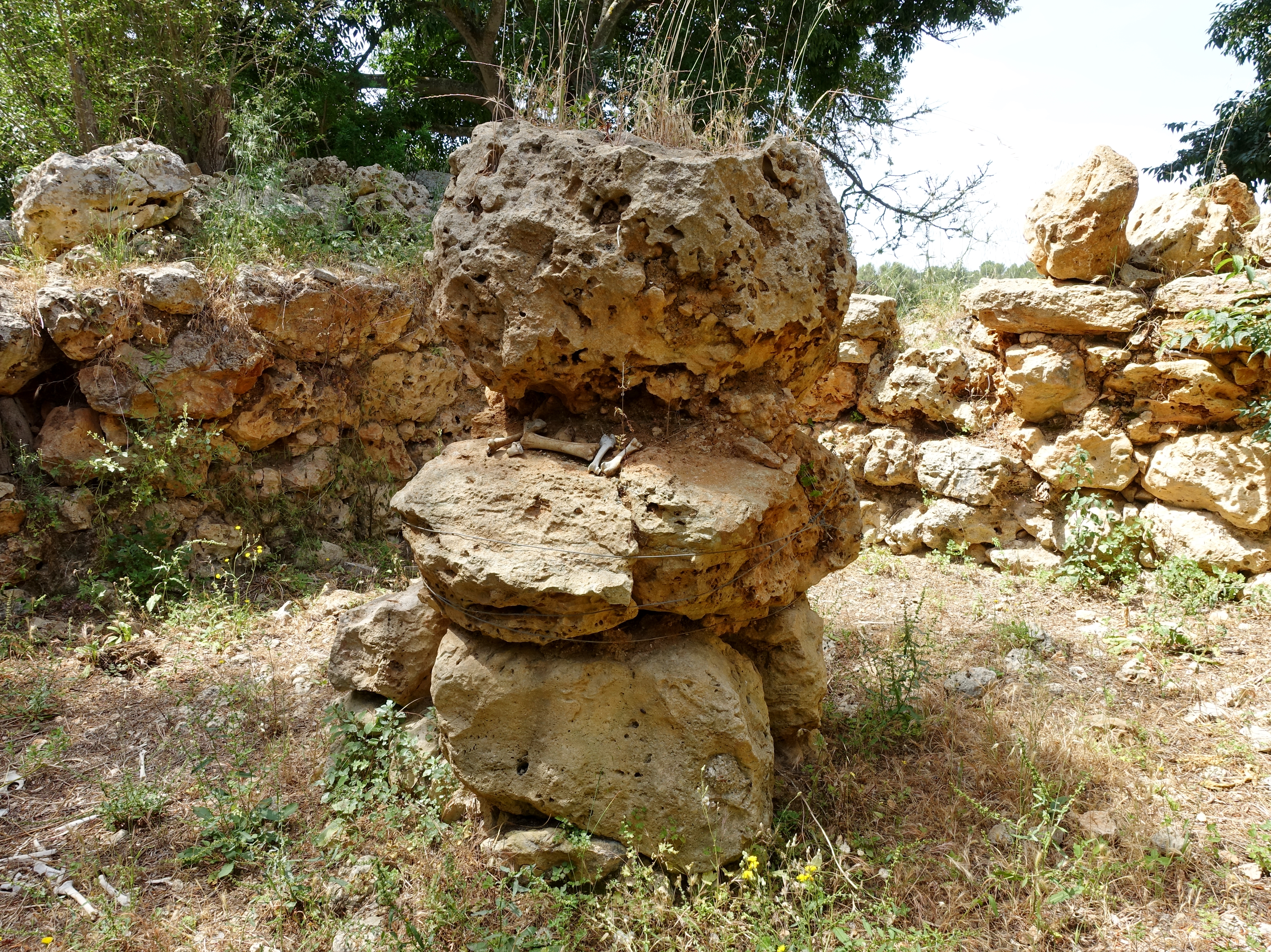
Mittelsäule des südöstlichen Talaiots